# 香港綜合腫瘤中心
香港綜合腫瘤中心，（英語：Hong Kong Integrated Oncology Centre）是一所2015年成立的私人專科醫院， 位於香港中區中環花園道冠君大廈三樓及四樓全層，佔地逾二萬六千尺。業務主要提供跨專科、一站式診斷及腫瘤治療服務: 癌症預防、篩查 、內視鏡檢查、臨床心理治療服務以及癌症營養顧問等
，是國際私人投資管理集團TPG資本旗下的成員。

2016年，綜合腫瘤中心與港安腫瘤中心合作，提供復康服務 。香港港安醫院─司徒拔道及香港港安腫瘤中心亦會為於香港綜合腫瘤中心的病人提供癌症住院服務、緊急醫院服務及放射治療服務。
2024年5月23日新風天域集團宣布，已完成收購腫瘤醫療機構香港綜合腫瘤中心

## 設施
化療室、內視鏡室、電腦掃描室及磁力共振診斷室

## 外部連結
- 香港綜合腫瘤中心 （页面存档备份，存于）
- 香港港安醫院 （页面存档备份，存于）
- 香港港安腫瘤中心 （页面存档备份，存于）
- 香港私家醫院聯會 （页面存档备份，存于）

模板